# Ostia Sud
Ostia Sud è la zona urbanistica 13G del Municipio Roma X di Roma Capitale. Si estende sul quartiere Q. XXXIV Lido di Ostia Levante.

## Geografia fisica

### Territorio
Si trova nell'area sud-ovest del comune, a ridosso del mar Tirreno.
La zona urbanistica confina:
- a nord-ovest con la zona urbanistica 13F Ostia Nord
- a nord-est con la zona urbanistica 13E Ostia Antica
- a sud-est con la zona urbanistica 13H Castel Fusano
- a sud-ovest con il mar Tirreno